# Муниципальная полиция (Таллин)

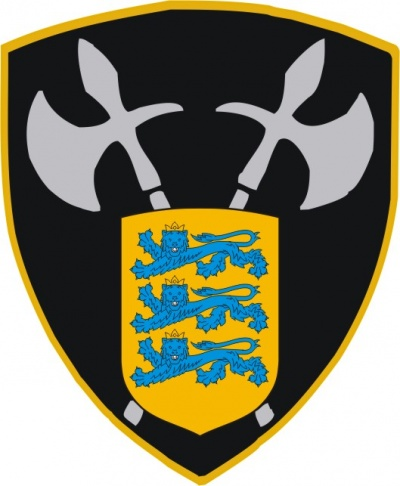
Эмблема Подразделение охраны правопорядка Таллиннской муниципальной полиции(Korrakaitseüksus)

Департамент муниципальной полиции (эст. Tallinna Munitsipaalpolitsei Amet; сокращённо МуПо) является отдельным учреждением, входящим в структуру городской управы Таллина. В составе департамента предусмотрено 110 должностных места.

## Функции
Муниципальная полиция участвует в осуществлении контроля за общественным порядком на территории города и за исполнением местных нормативно-правовых актов. Также в круг задач департамента входит следующее:
- охрана собственности города Таллина;
- контроль оплаты проезда и соблюдение пассажирами правил пользования в городском общественном транспорте;
- осуществление производства по нарушениям правил парковки;
- осуществление контроля за содержанием домашних кошек и собак;
- осуществление контроля за деятельностью такси на муниципальной территории;
- временное регулирование движения транспорта в случае нарушения движения на дорогах.

## Обязанности и права
c 1 июля 2014 года вступил в силу «Закон об охране общественного порядка» по которому Муниципальная полиция является органом охраны порядка.
Чиновники департамента имеют право и обязанность на предотвращение опасности, угрожающей общественному порядку, выявление опасности в случае подозрения на наличие опасности, отражение опасности и устранение нарушения общественного порядка.
Муниципальная полиция может применять общие меры государственного надзора, специальные меры государственного надзора и непосредственное принуждение (воздействие на физическое лицо, животное или вещь при помощи физической силы, специальных средств или оружия.

## Структура департамента[4]
В составе департамента имеются следующие отделы:
- отдел развития и обслуживания;
- отдел по делам регистра;
- отдел по осуществлению производства;
- патрульный отдел (подразделение охраны правопорядка).

## История
Муниципальная полиция была создана в 2003 году по решению городского собрания Таллина. В качестве отдельного департамента в структуре муниципалитета учреждение действует с 1 января 2007 года. 

### Скандалы в руководстве департамента
В январе 2011 года полиция безопасности арестовала тогдашнего руководителя учреждения Каймо Ярвика по подозрению в получении взяток. В ходе следствия и судебного разбирательства вина Каймо Ярвика была доказана, в качестве наказания суд приговорил его к 1 году и 6 месяцам тюремного заключения, из которых реально отсидеть положено два месяца. Оставшуюся часть заключения Каймо Ярвик будет отбывать условно с трехлетним испытательным сроком.
В сентябре 2011 года заместитель руководителя МуПо Марго Рейска был задержан полицией за вождение автомобиля в нетрезвом состоянии, в связи с чем он был со своей должности уволен. Впоследствии ревизионная комиссия МуПо выяснила также, что Рейска около 80 раз использовал без разрешения служебные автомобили МуПо для частных поездок (в том числе, для ночной перевозки мебели и поездок на дачу) и подделывал маршрутные дневники.

## Галерея

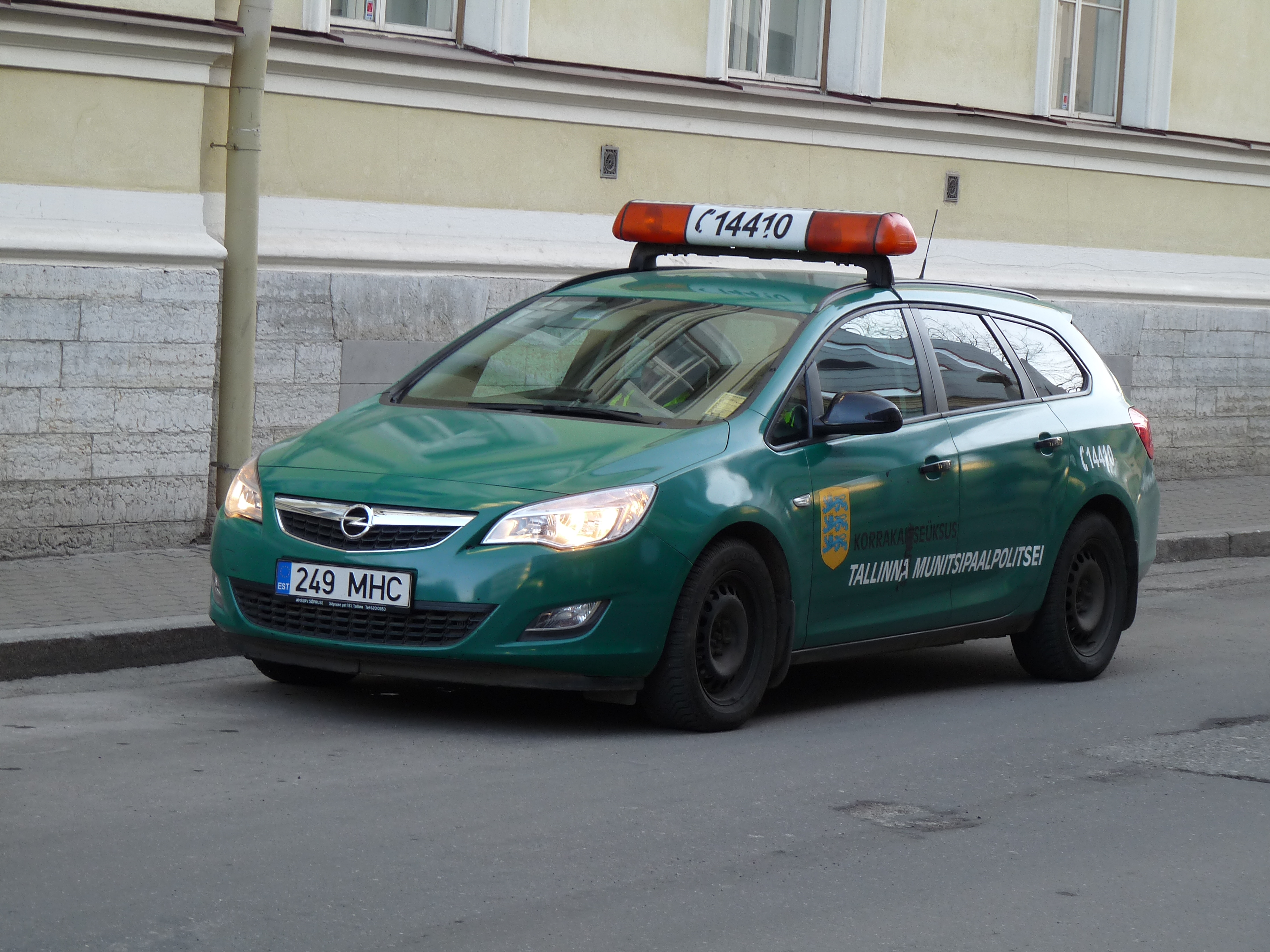
Автомобиль МуПо в старой расцветке в 2014 году
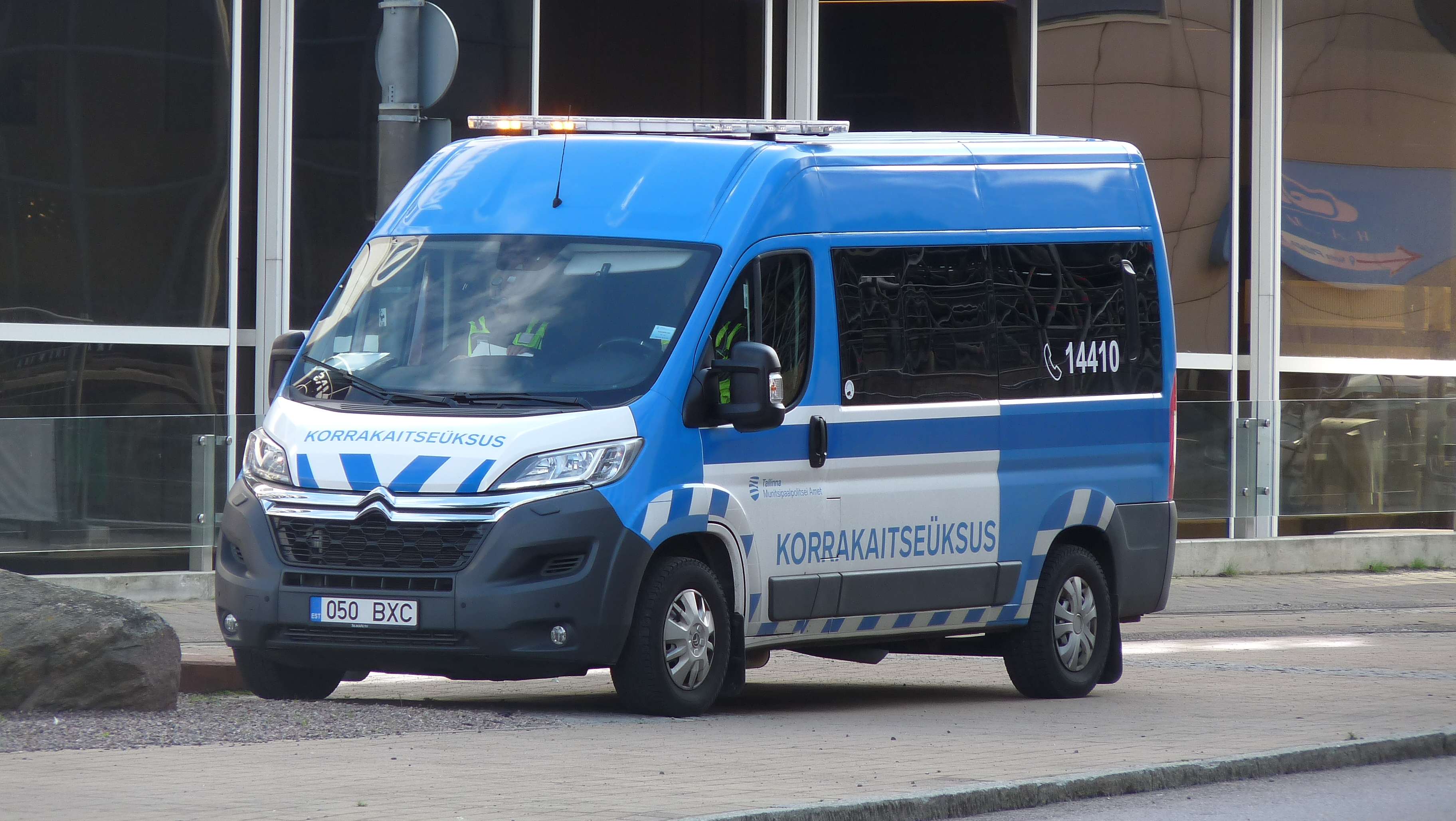
Автомобиль МуПо в 2019 году
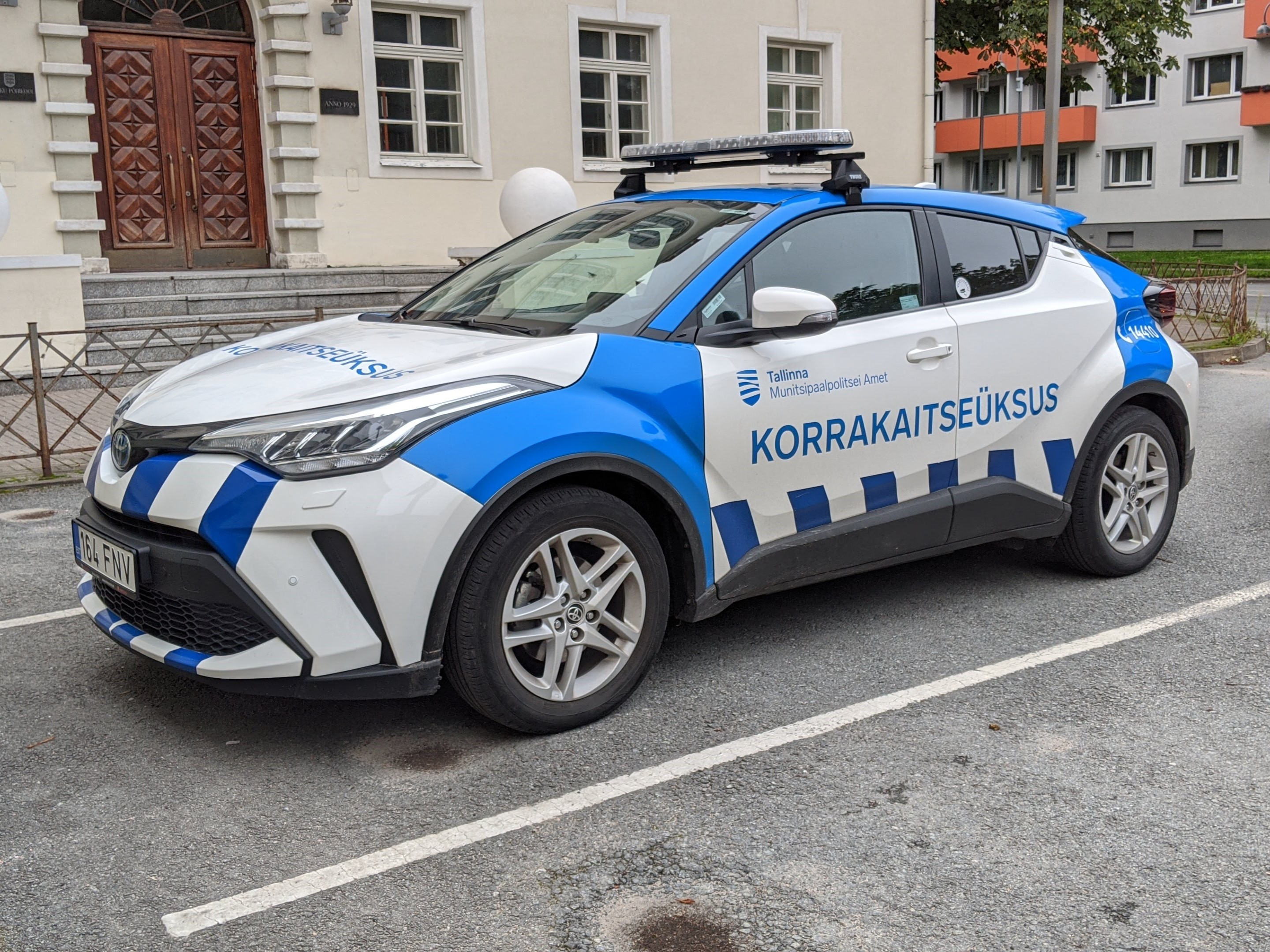
Автомобиль МуПо в 2024 году